# سحب بركانية
السحب البركانية عباراة عن: غازات و أحماض كبريتية سامة وضارة

## طريقة تكون السحب البركانية
السحب البركانية تتكون عن طريق الانفجارات البركانية وعموما انفجار البراكين يولد تكون سحب ركامية ضخمة مكونة من غازات وأحماض و بخار ماء

## تسبب
السحب البركانية تسببب عواصف رعدية و بروق وهطول أمطار غزيرة جدا إذا توافرت الظروف الجوية المناسبة وعندما تتفاعل هذه المواد بطبقات الجو العليا ومع وجود ظروف جوية ملائمة كنسبة رطوبة مناسبة وكتلة هوائية باردة ووجود منخفض جوي قوي، تهطل أمطار غزيرة من هذه السحب ولكن هذه الأمطار هي أمطار مضرة لانها تتركب من مواد سامة مثل الأحماض وغيرها والسببب ان البراكين تولد غازات واحماض مثل حمض الكبريتيك وهذا الحمض هو ضار وله رائحة مثل رائحة الكبريت